# بوب ريد (لاعب كرة قدم أسترالية)
بوب ريد (بالإنجليزية: Bob Reid)‏ هو لاعب كرة قدم أسترالية أسترالي، ولد في 8 يونيو 1924.

## وصلات خارجية
- بوب ريد على موقع AustralianFootball.com (الإنجليزية)
- بوب ريد على موقع AFLtables.com (الإنجليزية)